# The Little Lulu Show
The Little Lulu Show (no Brasil, Luluzinha) é uma série animada de televisão canadense-americana produzida entre 1995 e 1999, sendo baseada nas tiras de histórias em quadrinhos criadas pela cartunista Marjorie Henderson Buell em 1935.
A série foi produzida pela Cinar Animation em associação com TMO-Loonland indo ao ar pelo canal HBO Family nos Estados Unidos e pela CTV no Canadá de 1995 a 1999. Após seu encerramento, o programa continuou a ser reprisado no canal canadense Family Channel até 2006, quando passou a ser reexibido no Teletoon Retro, também do Canadá, desde então.
O desenho segue as aventuras de Lulu Moppet (Luluzinha no Brasil) e Tubby Thompkins (Bolinha) com sua turma, onde aprontam várias peripécias, como nas histórias das clássicas revistinhas de "Marge". Na primeira temporada, o seriado contou com a atriz Tracey Ullman na dublagem de Lulu, posteriormente substituída por Jane Woods nas temporadas seguintes.

## Premissa
O programa centra-se na vida e aventuras de Lulu Moppet (Luluzinha) e Tubby Tompkins (Bolinha). Em cada exibição, o programa consiste em três histórias principais nomeadas de LuluToons e duas historinhas curtas e sem falas chamadas de Lulu-Bite com duração média de trinta e cinco segundos cada. Cada história é intercalada por uma exibição de Lulu em um palco de comédia stand-up.
As Lulu-Bites foram inspiradas nas tiras finais das revistas em quadrinhos clássicas de Marjorie, que consistiam em uma mini-historinha de apenas três quadrinhos localizados, sempre nas últimas páginas dos gibis dos personagens. O seriado foi produzido em comemoração ao aniversário de criação da personagem Luluzinha, que em 1995, completou 60 anos.

## Exibição no Brasil
A estreia da série no Brasil se deu em 1997, no canal a cabo Multishow, onde era exibido legendado ; no ano seguinte, o desenho estreou, na TV aberta, pela Rede Globo, dentro do infantil Angel Mix, indo posteriormente parar na Rede Record e retornando à Globo em 2004, para ser exibido dentro do TV Globinho. Em seus últimos tempos na emissora global, Luluzinha foi exibido de forma esporádica até ser transmitido apenas para algumas regiões, dentro do bloco Festival de Desenhos, onde finalmente deixou de ser veiculado em 2014, após o fim do bloco. Desde outubro de 2024, "The Little Lulu Show" passou a ser transmitido na plataforma de streaming Pluto TV dentro do canal Pluto TV Desenhos Clássicos ao lado de outros desenhos como Popeye,  Inspetor Bugiganga, Dennis, o Pimentinha e Camundongos Aventureiros.

## Primeira temporada
| Número do episódio na série | Número do episódio na temporada | Nome Original                                                         | Nome no Brasil                                                             | Data de estreia original |
| --------------------------- | ------------------------------- | --------------------------------------------------------------------- | -------------------------------------------------------------------------- | ------------------------ |
| 1                           | 1                               | Green Girl / Rainy Day / Beautiful Lulu                               | Menina Verde / Dia Chuvoso / Bela Lulu                                     | 11 de novembro de 1995   |
| 2                           | 2                               | Alvin's Record Player / Lulu's Television Debut / Crybaby             | Toca Disco do Alvinho / A Estreia da Luluzinha na TV / Bebê Chorão         | 17 de dezembro de 1995   |
| 3                           | 3                               | Snowball War / Jr. Detective Tubby / Picnic Pirates                   | Guerra de Bola de Neve / Bolinha, Detetive Jr. / Piratas de Piquenique     | 18 de dezembro de 1995   |
| 4                           | 4                               | Gilbert the Gorilla / Snow Business / The Case of the Egg in the Shoe | Gilberto, o Gorila / Negócios na Neve / O Caso do Ovo no Sapato            | 19 de dezembro de 1995   |
| 5                           | 5                               | Business Girl / The Pet Duck / Lulu's Umbrella Service                | Garota de Negócios / O Pato de Estimação / Serviço de Guarda-Chuva da Lulu | 25 de dezembro de 1995   |
| 6                           | 6                               | Friends and Enemies / The Beauty Contest / Rich Little Poor Boy       | Amigos e Inimigos / O Concurso de Beleza / Pobre Menino Rico               | 25 de dezembro de 1995   |

### Segunda temporada
| Número do episódio na série | Número do episódio na temporada | Nome Original                                                        | Nome no Brasil                                                                 | Data de estreia original |
| --------------------------- | ------------------------------- | -------------------------------------------------------------------- | ------------------------------------------------------------------------------ | ------------------------ |
| 7                           | 1                               | Boy Cannon Ball / Noses Off / Hairy Day                              | Menino Bola de Canhão / Pondo o Nariz Onde Não Foi Chamado / Dia dos Cabeludos | 3 de maio de 1996        |
| 8                           | 2                               | The Popcorn Thief / The Little Tornado / She Flies Through the Air   | Ladrão de Pipoca / O Pequeno Tornado / Ela Voou no Ar                          | 4 de maio de 1996        |
| 9                           | 3                               | Tiny Tot's Syrup / The Night Before Christmas / The Piggy Bank Guard | Mudando o Sabor / Véspera de Natal / A Vigia do Cofre de Porquinho             | 10 de maio de 1996       |
| 10                          | 4                               | Space Kids / The Case of the Disappearing Drum / From Hero to Zero   | Crianças Espaciais / O Caso do Tambor Desaparecido / De Zero a Zero            | 11 de maio de 1996       |
| 11                          | 5                               | The Old Master / Swat Shot Pops / Detective Story                    | O Velho Mestre / Comprando Presente do Papai / História de Detetive            | 17 de maio de 1996       |
| 12                          | 6                               | The Case of the Missing Wig / Froglegs / A Wrong Move                | O Caso da Peruca Desaparecida / Patas de Sapo / Movimento Errado               | 18 de maio de 1996       |
| 13                          | 7                               | Special Delivery / Little Sew and Sews / Tubby's Doll                | Entrega Especial / Costurando os Fundilhos / A Boneca do Bolinha               | 24 de maio de 1996       |
| 14                          | 8                               | Tuxedo Tango / The Football Star / Spook Delivery                    | O Smoking / A Estrela do Futebol / Entrega Fantasmagórica                      | 25 de maio de 1996       |
| 15                          | 9                               | The Dance / Locked Out / The Kissing Game                            | O Baile / Trancada Fora / O Jogo do Beijo                                      | 31 de maio de 1996       |
| 16                          | 10                              | The Fuzzythingus Poopi / Leaves for Everyone / A Moving Experience   | Flor Rara e Cara / Folhas para Todos / Mudando por Engano                      | 1º de junho de 1996      |
| 17                          | 11                              | Oh Christmas Tree / Santa's Snowman / The Snoopers                   | Árvore de Natal / O Boneco de Neve do Papai Noel / Troca de Presentes          | 2 de junho de 1996       |
| 18                          | 12                              | The Big Jewel Robbery / Pot Luck / The Spook Tree                    | O Grande Ladrão de Joias / Panela da Sorte / A Árvore Mal-Assombrada           | 7 de junho de 1996       |
| 19                          | 13                              | Valentine's Day / Gertie Greenbean / Stop Fiddling Around            | Dia dos Namorados / A Nova Amiga de Lulu / Tanto Barulho por Nada              | 8 de junho de 1996       |
| 20                          | 14                              | Lucky Lulu / Pieces of Eight / Jumping Beans                         | Lulu Sortuda / Tesouro da Praia / Feijões Saltadores                           | 14 de junho de 1996      |
| 21                          | 15                              | Alvinsitting / Two Lulus / The Hat                                   | Cuidando do Alvinho / Duas Lulus / O Chapéu                                    | 15 de junho de 1996      |
| 22                          | 16                              | Prisoner Exchange / The Balloon Derby / Dummy Skeleton               | Troca de Prisioneiro / Corrida de Balões / O Esqueleto                         | 21 de junho de 1996      |
| 23                          | 17                              | The Bear Trap / Shirley the Shadow / A Dog's Life Saver              | A Armadilha de Urso / Shirley, a Sombra / Salvadora da Vida Canina             | 22 de junho de 1996      |
| 24                          | 18                              | The Bogeyman / Tattoos / Mimibur                                     | O Bicho-Papão / Tatuagens / Mimi Van Snob                                      | 27 de junho de 1996      |
| 25                          | 19                              | Lancelot Jr. / Lucky Lady / Five Little Babies                       | Lancelot Jr. / Moça de Sorte / Cinco Nenês                                     | 28 de junho de 1996      |
| 26                          | 20                              | Potato Kids / The Ventriloquist / Bunny Fun                          | Batatas da Discórdia / O Ventríloco / Coelhinho Divertido                      | 4 de julho de 1996       |

### Terceira temporada
| Número do episódio na série | Número do episódio na temporada | Nome Original                                                                             | Nome no Brasil                                                                                  | Data de estreia original |
| --------------------------- | ------------------------------- | ----------------------------------------------------------------------------------------- | ----------------------------------------------------------------------------------------------- | ------------------------ |
| 27                          | 1                               | The Fright Racket / The Lucky Gold Piece / Very Little Lulu                               | A Iniciação / Amuleto da Sorte / Luluzinhainhainha                                              | 30 de novembro de 1998   |
| 28                          | 2                               | The Big Egg / The Little Girl Who Never Heard of Ghosts / The Case of the Missing Perfume | Ovo de Dinossauro / A Garotinha que não Conhecia Fantasmas / O Caso do Perfume Desaparecido     | 1º de dezembro de 1998   |
| 29                          | 3                               | Wild Boy / The Whistle Blower / Elephant Ride                                             | O Selvagem / O Apito / Passeio de Elefante                                                      | 7 de dezembro de 1998    |
| 30                          | 4                               | The Beast in the Clubhouse / Gone Fishin / Out, Out, Darned Spot                          | O Animal do Clubinho / A Pescaria / Aprimando a Pinta                                           | 8 de dezembro de 1998    |
| 31                          | 5                               | The Curse of the Thingamajig / House Guest Blues / The Monster Hunt                       | A Maldição / O Hóspede / Caça ao Monstro                                                        | 14 de dezembro de 1998   |
| 32                          | 6                               | Blackout / Mind Your Manners / To Tell the Tooth                                          | Escuridão / Boas Maneiras / O Dente da Discórdia                                                | 15 de dezembro de 1998   |
| 33                          | 7                               | Spaced Out / Switched at Birth / The Great Outdoors                                       | A Viagem Espacial / A Troca / A Aposta                                                          | 21 de dezembro de 1998   |
| 34                          | 8                               | Bowlfinger / Great Tubbini / Shiny, Sheeny, Bouncy-Cleany                                 | Bola Presa / O Grande Bolinha / Limpo, Brilhante e Cheiroso                                     | 22 de dezembro de 1998   |
| 35                          | 9                               | Polly Patrol / Money Problems / The Tubby 2000                                            | O Papagaio Fugitivo / Problemas de Dinheiro / Bolinha 2000                                      | 27 de dezembro de 1998   |
| 36                          | 10                              | No Pain, No Gain / On the Job / Tragic Magic                                              | Sem Esforço Nada Feito / Ao Trabalho / Trágica Mágica                                           | 28 de dezembro de 1998   |
| 37                          | 11                              | First-Aid Brigade / Matinee Madness / It's a Dog's Life                                   | Brigada de Primeiros Socorros / Loucura na Matinê / Vida de Cão                                 | 4 de janeiro de 1999     |
| 38                          | 12                              | Lulu Stays Put / Shoeless Lulu / Star Search                                              | A Mudança / Lulu Descalça / Estrela por um Dia                                                  | 5 de janeiro de 1999     |
| 39                          | 13                              | The Untold Story / Amok in the Mall / The World Record                                    | História Mal Contada / Missão Impossível / O Recorde Mundial                                    | 11 de janeiro de 1999    |
| 40                          | 14                              | Breakout / The Great Golf Club Chase! / Jumpin' Jellybeans                                | A Fuga / Quem dá Mais? / Tudo Pelas Jujubas                                                     | 12 de janeiro de 1999    |
| 41                          | 15                              | Iggy and the Ice Cream Factory / Game Show Gaffe / Art Frenzy                             | Carequinha e a Fábrica de Sorvete / Gafe na Televisão / Arte Moderna                            | 17 de janeiro de 1999    |
| 42                          | 16                              | Order in the Court / Maybe Use Sugar / Road Trip                                          | Silêncio no Tribunal / Um Pouco Mais de Açúcar / A Viagem                                       | 18 de janeiro de 1999    |
| 43                          | 17                              | Bicycle Built for Too Many / Tax Time Trouble / Mayor for a Day                           | Alguém Viu Minha Bicicleta? / Problemas com Imposto / Prefeito por um Dia                       | 24 de janeiro de 1999    |
| 44                          | 18                              | Hooky Holiday / Red Tape Run-Around / Country Clubby Tubby                                | Matando Aula / O Teste Vocacional / Bolinha Country Clube                                       | 25 de janeiro de 1999    |
| 45                          | 19                              | Dancin' Fools / Hop Hazard / Stage Fright                                                 | Concurso de Dança / Coelhos à Solta / Medo de Palco                                             | 31 de janeiro de 1999    |
| 46                          | 20                              | The Unnatural / The People's Choice / SuperLulu                                           | O Fenômeno / A Eleição / Super Lulu                                                             | 1º de fevereiro de 1999  |
| 47                          | 21                              | Tubby Kicks the Habit / How the West Was Lost / Infomercial                               | Quebrando a Rotina / Velho Oeste Velho / Infomercial                                            | 2 de fevereiro de 1999   |
| 48                          | 22                              | Bulldozer Blues / Telethon of Fallen Stars / What's Fair Is Fare                          | Planta Rara / Pagando Para Sair do Ar / Confusão na Feira                                       | 7 de fevereiro de 1999   |
| 49                          | 23                              | Malpractice Makes Perfect / Involuntary Volunteers / Mobile Masterpiece                   | Provando do Próprio Remédio / Voluntário Involutário / Obra de Arte Móvel                       | 8 de fevereiro de 1999   |
| 50                          | 24                              | Castaway Kids / Wrestling Away / Never Too Late                                           | Crianças Náufragas / Bolinha, o Lutador / Nunca é Tarde Demais                                  | 14 de fevereiro de 1999  |
| 51                          | 25                              | Tubby on Ice / Dr. X's Xtremely Xcellent X-Ray Specs / Iggie's New Leaf                   | Bolinha no Gelo / Os Óculos de Raio X Extremamente Excelentes do Dr. X / Contendo, o Carequinha | 15 de fevereiro de 1999  |
| 52                          | 26                              | You Do the Math / The Great Escape / The Little Lola Show                                 | Faça as Contas / A Grande Fuga / O Show da Lola                                                 | 21 de fevereiro de 1999  |

## Elenco de dublagem

### Original
| Personagem (nome original)   | Temporada 1         | Temporada 2         | Temporada 3         |
| ---------------------------- | ------------------- | ------------------- | ------------------- |
| "Little" Lulu Moppet         | Tracey Ullman       | Jane Woods          | Jane Woods          |
| Thomas "Tubby" Tompkins      | Bruce Dinsmore      | Bruce Dinsmore      | Bruce Dinsmore      |
| Annie Inch                   | Michael Caloz       | Michael Caloz       | Vanessa Lengies     |
| Alvin Jones                  | Ajay Fry            | Ajay Fry            | Jonathan Koensgen   |
| Iggy Inch                    | Jane Woods          | Jane Woods          | Dawn Ford           |
| Willie Wilkins               | Andrew Henry        | Andrew Henry        | Ricky Mabe          |
| Eddie Stimson                | Justin Bradley      | Justin Bradley      | Justin Bradley      |
| Wilbur Van Snobbe            | Jacob D. Tierney    | Jacob D. Tierney    | Jacob D. Tierney    |
| Gloria Darling II            | Angelina Boivin     | Angelina Boivin     | Angelina Boivin     |
| Mrs. Martha Moppet           | Pauline Little      | Pauline Little      | Pauline Little      |
| Mr. George Moppet            | Gary Jewell         | Gary Jewell         | Gary Jewell         |
| Mrs. Ellie Tompkins          | Susan Glover        | Susan Glover        | Susan Glover        |
| Officer Clarence McNabb      | —                   | Terrence Scammell   | Terrence Scammell   |
| Marge                        | Angelina Boivin     | Angelina Boivin     | Angelina Boivin     |
| Jeannie and Joannie          | Danielle Desormeaux | Danielle Desormeaux | Danielle Desormeaux |
| Miss Feeny                   | Danielle Desormeaux | Danielle Desormeaux | Danielle Desormeaux |
| Butch the Lead West Side Boy | Michael Yarmush     | Michael Yarmush     | Michael Yarmush     |

### Versão brasileira
No Brasil, a série foi dublada por dois estúdios: a Herbert Richers dublou o desenho nas duas primeiras temporadas e a Cinevideo fez a temporada final:
| Personagem (nome no Brasil) | Dublador(a)        |
| --------------------------- | ------------------ |
| Luluzinha Palhares          | Mabel Cezar        |
| Bolinha França              | Thiago Fagundes    |
| Aninha                      | Flávia Saddy       |
| Marta Palhares              | Nádia Carvalho     |
| Jorge Palhares              | Jorge Vasconcelos  |
| Marieta França              | Geisa Vidal        |
| Senhor França               | Mauro Ramos        |
| Plínio Van Snobbe           | Bruno Miguel       |
| Carequinha                  | Renan Freitas      |
| Guarda McNab                | José Santa Cruz    |
| Juca                        | Robson Richers     |
| Zeca                        | Sérgio Cantú       |
| Glória                      | Fernanda Baronne   |
| Bruxa Alcéia                | Nelly Amaral       |
| Meméia                      | Luisa Palomanes    |
| Seu Miguel                  | Paulo Flores       |
| Vovô Francolino             | Jomery Pozzoli     |
| Senhorita Feeny             | Maria Helena Pader |
| Alvinho                     | Caio César         |